# Agnes Rögård
Agnes Elisabet Rögård, född 23 juni 1912 i Vörå, död 23 februari 1983 i Lovisa, var en finländsk lärare och författare. 
Rögård utexaminerades från lärarinneseminariet i Ekenäs 1934 och var verksam vid Lovisa svenska folkskola 1951–1972. Hon författade romanerna Obesutten (1956) och Förspänt med svarta hästar (1958), vilka är mycket framstående hembygdsskildringar. Hon skrev även bland annat Där brickorna bryts (1967), vilken grundar sig på hennes erfarenheter som sjuksköterska vid fronten under krigsåren. Hon medverkade även ofta i den finlandssvenska dagspressen och i olika tidskrifter.